# Dominique Fernandez

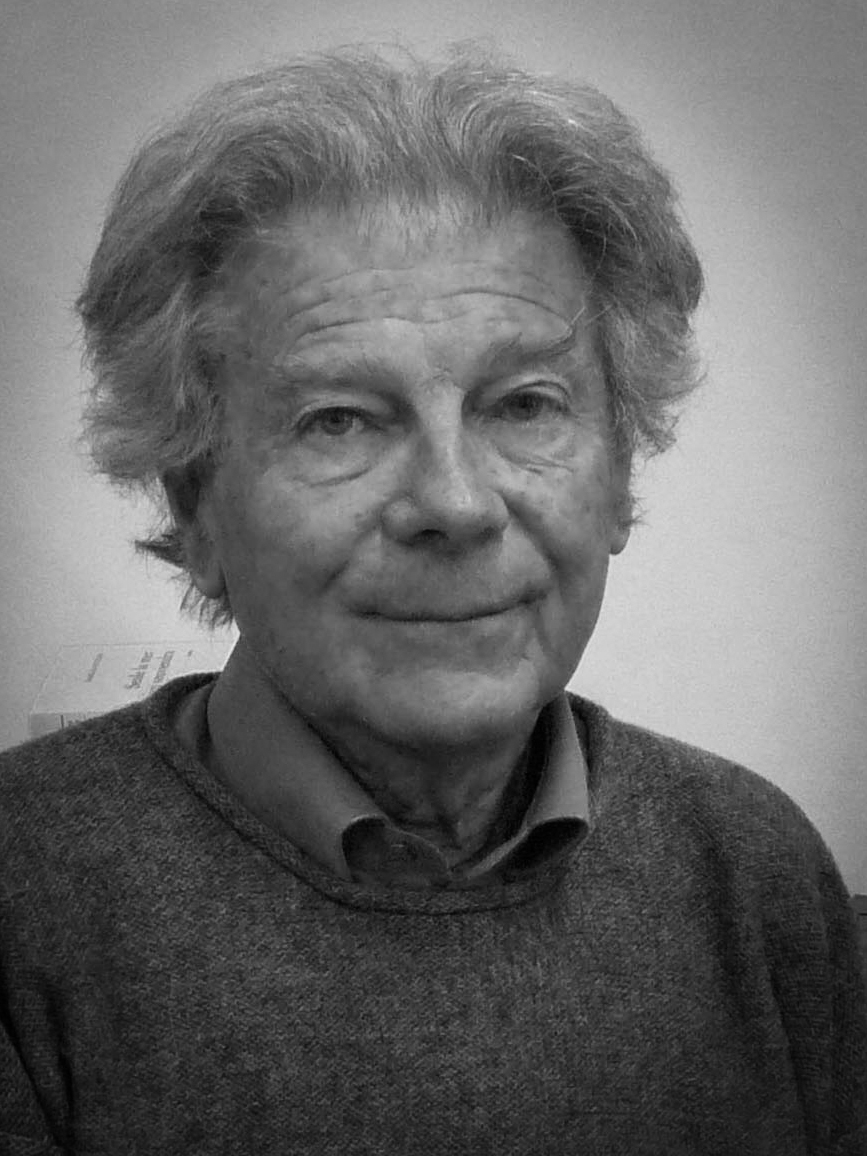
Dominique Fernandez, 2009

Dominique Fernandez (* 25. August 1929 in Neuilly-sur-Seine, Hauts-de-Seine) ist ein französischer Schriftsteller

## Leben
Dominique Fernandez ist der Sohn des französischen Literaturkritikers Ramon Fernandez (1894–1944), der sich im Zweiten Weltkrieg als intellektueller Kollaborateur der deutschen Besatzungsmacht exponiert hatte. Das geistige Ringen mit dieser Vaterfigur sollte eines der prägenden Themen seines Lebens werden und viel später im Roman Ramon (erschienen bei Grasset, 2008) Ausdruck finden. Nach seiner Schulzeit studierte Dominique Fernandez in Italien. 1957 und 1958 unterrichtete er die französische Sprache und Literatur an einem französischen Institut in Neapel. 1968 promovierte er über den italienischen Autor Cesare Pavese. Seine Anstellung in Neapel wurde gekündigt, nachdem er über den kommunistischen Autor Roger Vailland unterrichtet hatte.
Fernandez kehrte nach Frankreich zurück, wo er zunächst Italienisch an einer Schule in Rennes unterrichtete. Später erhielt er eine Dozentenstelle an der Universität von Rennes. Fernandez schrieb mehrere Bücher und gewann 1982 den Literaturpreis Prix Goncourt. Er ist Mitglied der Académie française.
1961 heiratete Fernandez Diane Jacquin de Margerie und hat mit ihr eine Tochter. 1971 ließ sich Fernandez scheiden. Seit den 1970er Jahren lebt Fernandez offen homosexuell.

## Auszeichnungen und Ehrungen (Auswahl)
- 1975 Prix Médicis für „Porporino ou le mystères de Naples“
- 1982 Prix Goncourt für „Dans la main de l’ange“
- Mitglied der Académie française, 2007
- Chevalier de la Légion d’honneur
- Commandeur de l’ordre national du Mérite
- Commandeur de l’ordre national de la Croix du Sud du Brésil
- 2003 Lambda Literary Award in der Kategorie Visual Arts für „A Hidden Love“[3]

## Werke (Auswahl)
Biografische Romane
- Dans la main de l’ange. Grasset, Paris 1982, ISBN 2-246-28201-2.
Das Buch beschäftigt sich mit Pier Paolo Pasolini.
  - Deutsch: In der Hand des Engels. Promedia, Wien 1990, ISBN 3-900478-33-3 (EA Berlin 1985, übersetzt von Egon Wiszniewsky)
  - Englisch: In the Angel’s Hand.
- Le Dernier des Medicis. Grasset, Paris 1994, ISBN 2-246-48701-3.
Das Buch beschäftigt sich mit Gian Gastone de’ Medici.
  - Deutsch: Die Rache der Medici. Piper, München 1998, ISBN 3-492-22497-0 (EA München 1992, übersetzt von Wieland Grommes)
  - Englisch: The Last of the Medicis.
- L’Amour. Grasset, Paris, 1986, ISBN 2-246-37001-9.
Das Buch beschäftigt sich mit Friedrich Overbeck.
  - Englisch: Love.
- Tribunal d’honneur. Grasset, Paris 1996, ISBN 2-246-52501-2.
Das Buch beschäftigt sich mit Pjotr Iljitsch Tschaikowski.
  - Deutsch: Das Tschaikowsky-Tribunal. Lübbe, Bergisch Gladbach 1999, ISBN 3-7857-0982-X (übersetzt von Wieland Grommes)
  - Englisch: Court of Honor.
- Ramon. Grasset, Paris 2009.
Das Buch beschäftigt sich mit seinem Vater Ramon Fernandez.
- Avec Tolstoi. Grasset, Paris 2010, ISBN 978-2-246-73951-7.

Essais
- Les douze muses d’Alexandre Dumas. Grasset, Paris 1999, ISBN 2-246-58211-3.
  - Deutsch: Die zwölf Musen des Alexandre Dumas. Aufbau Taschenbuchverlag, Berlin 2002, ISBN 3-7466-8082-4 (übersetzt von Manfred Flügge)
- Amants d’Apollon. L’homosexualité dans la culture. Grasset, Paris 2015, ISBN 978-2-246-85506-4.
- zusammen mit Ferrante Ferranti und Patrice Alexandre: Imaginaire des ruines. Hommage à Piranèse. Actes Sud, Arles 2009, ISBN 978-2-7427-8289-5.

Romane
- Porporino ou les Mystères de Naples. Grasset, Paris 1974, ISBN 2-253-01428-1.
  - Deutsch: Porporino oder die Geheimnisse von Neapel. Rowohlt, Reinbek 1976, ISBN 3-498-02031-5 (übersetzt von Rita und Edmond Lutrand)
- L’école du sud. Grasset, Paris 1991, ISBN 2-246-44341-5.
Ein Ehe- und Sizilien-Roman.
  - Deutsch: Die Schule des Südens. Roman. Insel Verlag, Leipzig 1993, ISBN 3-458-16547-9 (übersetzt von Maria Dessauer).
- La gloire du paria. Grasset, Paris 1987, ISBN 2-246-38641-1.
  - Deutsch: Der Triumph des Paris. Hitzeroth, Marburg 1993, ISBN 3-89398-110-1 (übersetzt von Manfred Flügge)
- Place Rouge. Grasset, Paris 2007, ISBN 978-2-246-72911-2.

Sachbücher
- Le Rapt de Ganymède. Grasset, Paris 1989, ISBN 2-246-41841-0.
Eine Kulturgeschichte der Homosexualität.
  - Deutsch: Der Raub des Ganymed. Beck & Glückler, Freiburg 1992 ISBN 3-89470-110-2 (übersetzt von Verena Vannahme).
- La magie blanche de Saint-Pétersbourg. Gallimard, Paris 1994, ISBN 2-07-053272-0.
- L’amour des mythes et les mythes de l’amour. Artois Presses, Arras 1999, ISBN 2-910663-34-5.
- L’amour qui ose dire son nom. Art et homosexualité. Stock, Paris 2005, ISBN 2-234-05747-7.
  - Englisch: A Hidden Love. Art and Homosexuality. 2002.
- L’Art de raconter. Grasset, Paris 2007, ISBN 2-246-71931-3.
- Le loup et le chien. Un nouveau contrat social. Pygmalion, Paris 1999, ISBN 2-85704-570-0.
  - Englisch: The Wolf and the Dog.
- Mère méditerranée. Grasset, Paris 1983, ISBN 2-253-02538-0 (EA Paris 1965)
  - Deutsch: Süditalienische Reise. Insel Verlag, Frankfurt/M. 1988, ISBN 3-458-32776-2 (übersetzt von Julia Kirchner)

Vorworte
- Romain Rolland: Haendel. Aces Sud, Arles 2005, ISBN 2-7427-5454-7.
- Joseph Roth: La crypte des capucins. Seuil, Paris 1996, ISBN 2-02-026418-8.